# Sandalodes bipenicillatus
Sandalodes bipenicillatus är en spindelart som först beskrevs av Eugen von Keyserling 1882.  Sandalodes bipenicillatus ingår i släktet Sandalodes och familjen hoppspindlar. Inga underarter finns listade i Catalogue of Life.